# Karlstad-Jakobsberg flygplats
Karlstad-Jakobsberg flygplats (IATA: -, ICAO: -) är en före detta regional flygplats, cirka 3 km sydväst om Karlstad i Värmlands län.

## Historik
Den tidigare flygplatsen var belägen i stadsdelen Jakobsberg, ett par kilometer sydväst om Karlstads centrum nära Klarälven. Den byggdes på 1930-talet, och var i drift för trafikflyget tills Karlstad Airport invigdes år 1997. Jakobsberg flygplats fortsatte att användas för skolflyg och segelflygning fram till år 2000, när även den verksamheten flyttade till Karlstad Airport. Terminalbyggnaden och delar av marken för Jakobsberg flygplats används numera för en golfbana, men banan finns kvar (2021). I dag finns planer på att bebygga det före detta flygplatsområdet med bostäder.